# Социјалистички савез радног народа Црне Горе
Социјалистички савез радног народа Црне Горе (скраћено: ССРНЦГ) био је масовна друштвено-политичка организација која је од 1944. до 1990. деловала у Социјалистичкој Републици Црној Гори, као републичка организација Социјалистичког савеза радног народа Југославије. 
Настао је 16. јула 1944. под називом Народноослободилачки фронт Црне Горе, а након Првог конгреса Народног фронта Југославије, августа 1945. променио је назив у Народни фронт Црне Горе. Настао је на платформи окупљања организација и појединаца, који су током Другог светског рата помагали Народноослободилачки покрет (НОП). На Четвртом конгресу, априла 1953. променио је назив у Социјалистички савез радног народа.
Као и остале друштвено-политичке организације у СФР Југославији, налазио се под контролом и доминацијом Савеза комуниста. На челу организације налазио се најпре Главни одбор, а потом од 1967. Републичка конференција ССРН. Лист Побједа био је званични лист ССРН Црне Горе.
Након распада СКЈ, руководство ССРН Црне Горе је 1. августа 1990. донело одлуку о трансформацији организације у Демократски социјалистички савез Црне Горе, али је 31. окотбра исте године променио назив у Социјалистички савез Црне Горе.

## Конгреси
- Оснивачка конферецнија Народноослободилачког фронта Црне Горе — одржана у Колашину 16. јула 1944.[2]
- Први конгрес Народног фронта Црне Горе — одржан на Цетињу 12. априла 1947.[3]
- Други конгрес Народног фронта Црне Горе — одржан на Цетињу 8. маја 1949.[4]
- Трећи конгрес Народног фронта Црне Горе — одржан у Титограду 11. априла 1953.[5]
- Четврти конгрес Социјалистичког савеза радног народа Црне Горе — одржан у Титограду 26. и 27. септембра 1960.[6]
- Пети конгрес Социјалистичког савеза радног народа Црне Горе — одржан у Титограду 24. и 25. марта 1966.[7]

## Лидери
| Преглед руководећих личности Социјалистичког савеза радног народа Црне Горе | Преглед руководећих личности Социјалистичког савеза радног народа Црне Горе | Преглед руководећих личности Социјалистичког савеза радног народа Црне Горе | Преглед руководећих личности Социјалистичког савеза радног народа Црне Горе | Преглед руководећих личности Социјалистичког савеза радног народа Црне Горе |
| број                                                                        | име и презиме                                                               | почетак мандата                                                             | крај мандата                                                                | напомена                                                                    |
| --------------------------------------------------------------------------- | --------------------------------------------------------------------------- | --------------------------------------------------------------------------- | --------------------------------------------------------------------------- | --------------------------------------------------------------------------- |
| 1                                                                           | Милош Рашовић                                                               | 16. јул 1944.                                                               | 12. април 1947.                                                             |                                                                             |
| 2                                                                           | Блажо Јовановић                                                             | 12. април 1947.                                                             | 8. мај 1949.                                                                |                                                                             |
| 2                                                                           | Блажо Јовановић                                                             | 8. мај 1949.                                                                | 11. април 1953.                                                             |                                                                             |
| 2                                                                           | Блажо Јовановић                                                             | 11. април 1953.                                                             |                                                                             |                                                                             |
|                                                                             | Андрија Мугоша                                                              | 27. септембар 1960.                                                         |                                                                             |                                                                             |
|                                                                             | Ико Мирковић                                                                | 25. март 1966.                                                              | 12. јун 1967.                                                               |                                                                             |
|                                                                             | Драго Вучинић                                                               | 12. јун 1967.                                                               | 10. октобар 1969.                                                           |                                                                             |
|                                                                             | Доброслав Ћулафић                                                           | 10. октобар 1969.                                                           | 9. март 1972.                                                               |                                                                             |
| 9. март 1972.                                                               | Доброслав Ћулафић                                                           | 9. март 1976.                                                               |                                                                             |                                                                             |
|                                                                             | Ненад Бућин                                                                 | 9. март 1976.                                                               | 10. април 1980.                                                             |                                                                             |
|                                                                             | Чедо Ђурановић                                                              | 10. април 1980.                                                             | 10. април 1981                                                              |                                                                             |
|                                                                             | Омер Курпејовић                                                             | 10. април 1981.                                                             | 9. април 1982.                                                              |                                                                             |
|                                                                             | Марко Матковић                                                              | 9. април 1982.                                                              | 14. март 1983.                                                              |                                                                             |
|                                                                             | Владимир Поповић                                                            | 14. март 1983.                                                              | 21. мај 1984.                                                               |                                                                             |
|                                                                             | Петар Ракочевић                                                             | 21. мај 1984.                                                               | 27. мај 1985.                                                               |                                                                             |
| 27. мај 1985.                                                               | Петар Ракочевић                                                             | 20. мај 1986.                                                               |                                                                             |                                                                             |
|                                                                             | Рамиз Бамбур                                                                | 20. мај 1986.                                                               | 17. јануар 1989.                                                            | подено оставку                                                              |
|                                                                             | Бранислав Ковачевић                                                         | 1989.                                                                       | 1990.                                                                       |                                                                             |
|                                                                             | Новица Вујошевић                                                            | 1990.                                                                       | 1990.                                                                       |                                                                             |